# Азотемия
Азотемия — повышенное содержание в крови азотистых продуктов обмена, выводимых почками.

## Типы
У азотемии есть три классификации:  преренальная, ренальная и постренальная азотемия. В зависимости от её причинного происхождения, но все три типа разделяют несколько общих черт. Все формы азотемии характеризованы снижением скорости клубочковой фильтрации (СКФ) почек и увеличенем азота мочевины в крови и концентрации креатинина в сыворотке. Индекс отношения азота мочевины к креатинину является полезной мерой для определения типа азотемии. Нормальный индекс — меньше чем 15.

### Преренальная азотемия
Преренальная азотемия вызвана уменьшением сердечного выброса, как результат недостаточного кровоснабжения почек. Это может произойти в результате кровоизлияния, шока, снижения объёма циркулирующей крови, и сердечной недостаточности и др. причин.
Индекс азот: креатинин при преренальной азотемии больше чем 15. Причина этому в механизме фильтрации азота и креатинина.
СКФ уменьшена из-за гипоперфузии, приводя к общему увеличению уровней креатинина и азота.
Однако, в результате реабсорбции азота в проксимальных канальцах, его уровень в крови быстро нарастает.

### Ренальная азотемия
Ренальная азотемия обычно приводит к уремии. Это состояние свойственно при разнообразных заболеваниях почек, любого паренхиматозного повреждения почек. Основные причины: почечная недостаточность, гломерулонефрит, острый тубулярный некроз, и др.
Индекс азот: креатинин при почечном варианте азотемии нормален — меньше чем 15. Хотя СКФ уменьшена, и уровни креатинина и азота мочевины увеличены в крови, из-за повреждённых проксимальных канальцев, реабсорбция азота не происходит. Таким образом, азот точно так же как креатинин выделяется с мочой, сохраняя нормальное отношение в крови.

### Постренальная азотемия
При постренальном варианте азотемии препятствие нормальному оттоку мочи происходит ниже уровня почек.
Это может быть вызвано врожденными аномалиями, такими как пузырно-мочеточниковый рефлюкс, блок мочеточника камнями, беременность, сжатием уретры опухолью, гиперплазией простаты. Увеличение сопротивления потоку мочи может вызвать развитие гидронефроза. Пациенты с постренальной азотемией часто имеют сопутствующий дефицит жидкости, варьирующий от лёгкого до достаточно серьёзного, приводящего к гиповолемии.
Индекс азот: креатинин при постренальной азотемии больше чем 15. Увеличенное давление в нефроне вызывает увеличенную реабсорбцию азота, увеличивая его соотношение в индексе.

## Симптомы
- Олигурия или анурия
- бледность
- тахикардия
- слабость
- сухость во рту (ксеростомия)
- жажда
- отёки (вплоть до анасарки)
- колебания ортостатического давления (повышение или снижение значительно зависят от положения)
- уремия

## Лабораторная диагностика
Те пациенты, у которых ранее не было почечной недостаточности, должны иметь серьёзное истощение объёма внеклеточной жидкости, чтобы манифестировать азотемию, выходящую за пределы нормального референтного диапазона. Напротив, у пациентов с ранее существовавшим функциональным заболеванием почек может развиться азотемия только с лёгким снижением объёма внеклеточной жидкости. 
В анализах мочи будет снижено количество натрия, высокое соотношение креатинина мочи к креатинину сыворотки, высокое отношение мочевины мочи к мочевине сыворотки, и также будет повышена концентрация мочи (осмолярность и удельная масса). Однако, ни один из этих показателей не имеет диагностического значения.
При преренальном и постренальном варианте ориентироваться можно на индекс азот: креатинин.
Быстрая коррекция азотемии может привести к восстановлению почечной функции; отсроченная коррекция может привести к почечной недостаточности.
Лечение может включать гемодиализ, препараты, повышающие сердечный выброс и давление, а также устранение причины, вызвавшей азотемию.